# آبشار لیدل دیویس
آبشار لیدل دیویس (به انگلیسی: Little Davis Falls) آبشاری است که در همیلتون (انتاریو)، کانادا واقع شده و ارتفاع کلی ریزشگاه آن ۳ متر (۹٫۸ فوت) است.